# Округ Морган (Кентаки)
Округ Морган (енгл. Morgan County) је округ у америчкој савезној држави Кентаки.

## Демографија
По попису из 2010. године број становника је 13.923, што је 25 (-0,2%) становника мање него 2000. године.
| Група             | 2000.          | 2010.          |
| Белци             | 13.132 (94,1%) | 13.048 (93,7%) |
| Афроамериканци    | 611 (4,4%)     | 600 (4,3%)     |
| Азијати           | 23 (0,2%)      | 46 (0,3%)      |
| Хиспаноамериканци | 85 (0,6%)      | 108 (0,8%)     |
| Укупно            | 13.948         | 13.923         |